# Elect the Dead
Elect the Dead è il primo album in studio del cantautore statunitense Serj Tankian, pubblicato il 23 ottobre 2007 dalla Serjical Strike Records.

## Descrizione
Si tratta del primo disco pubblicato come solista, in seguito alla pausa dei System of a Down avvenuta l'anno prima. Nonostante il disco riecheggi l'esperienza nel gruppo, quello di Tankian è un lavoro più profondo e introspettivo, composto in diversi anni e caratterizzato da sonorità prevalentemente hard rock e industrial metal. Tankian, pur affiancato da Dan Monti alla chitarra e da Brain e da John Dolmayan alla batteria, provvede da solo all'arrangiamento delle parti strumentali.
I testi mescolano temi sociali e politici, ma in alcuni Tankian introduce atmosfere più intime e personali. Le musiche di Elect the Dead sono molto simili a quelle presenti negli album dei System of a Down e giocano su variazioni dinamiche ed alternanze tra i raccoglimenti dolenti delle strofe e le esplosioni ritmiche dei ritornelli. Il titolo di Praise the Lord and Pass the Ammunition rievoca sarcasticamente una canzone patriottica statunitense dell'epoca dell'attacco a Pearl Harbor.

## Promozione
Il 30 luglio 2007 Tankian ha reso disponibile il singolo The Unthinking Majority, seguito il 5 agosto dal relativo video musicale. Un ulteriore singolo volto ad anticipare l'uscita dell'album è stato Empty Walls, uscito a settembre e accompagnato anch'esso da un video.
Nello stesso giorno di pubblicazione dell'album, venne messa in commercio anche un'edizione speciale su digipak e contenente un secondo disco con quattro brani, tra cui gli inediti Falling Stars e Blue (brano originariamente composto dai System of a Down nel 1997 ed inserito nel loro quarto demo). Questa versione inoltre contiene un esteso libretto con i testi dei brani e poemi originali, alcuni dei quali trasformati in brani per i successivi album Imperfect Harmonies e Harakiri.

## Tracce
Testi e musiche di Serj Tankian.
1. Empty Walls – 3:49
2. The Unthinking Majority – 3:46
3. Money – 3:53
4. Feed Us – 4:31
5. Saving Us – 4:41
6. Sky Is Over – 2:57
7. Baby – 3:46
8. Honking Antelope – 3:50
9. Lie Lie Lie – 3:33
10. Praise the Lord and Pass the Ammunition – 4:23
11. Beethoven's C*** – 3:13
12. Elect the Dead – 2:54

Traccia bonus nell'edizione giapponese
1. The Reverend King – 2:49

Tracce bonus nell'edizione di iTunes
1. Blue – 2:45
2. Falling Stars – 3:05

CD bonus presente nell'edizione limitata
1. Blue – 2:45
2. Empty Walls (Acoustic) – 3:46
3. Feed Us (Acoustic) – 4:21
4. Falling Stars – 3:05

## Formazione
Musicisti
- Serj Tankian – chitarra, basso, pianoforte, voce, sintetizzatore, programmazione della batteria, melodica, campane, effetti sonori
- Brain – batteria (CD 1: tracce 1, 3-5, 7-9, 11)
- John Dolmayan – batteria (CD 1: tracce 2, 4 e 5; CD 2: traccia 4)
- Dan Monti – chitarra aggiuntiva (CD 1: tracce 1-4, 6, 8 e 11; CD 2: traccia 4), basso aggiuntivo (CD 1: tracce 2, 6-9, 11), programmazione della batteria e sintetizzatore aggiuntivo (traccia 6)
- Cameron Stone – violoncello aggiuntivo (CD 1: tracce 1, 3, 4, 6, 8, 11 e 12; CD 2: tracce 2, 3 e 4)
- Antonio Pontarelli – violino aggiuntivo (CD 1: tracce 1, 3, 4, 6 e 8; CD 2: tracce 2, 3 e 4), assolo di violino (CD 2: traccia 4)
- Diran Noubar – assolo di chitarra aggiuntivo (CD 1: traccia 5)
- Ani Maldjian – voce aggiuntiva (CD 1: traccia 5 e 9)
- Fabrice Favre – sintetizzatore aggiuntivo (CD 1: traccia 6)

Produzione
- Serj Tankian – produzione, ingegneria del suono, missaggio (CD 2: tracce 1, 2 e 3)
- Dan Monti – ingegneria del suono, missaggio (CD 2: tracce 1, 2 e 3)
- Krish Sharma – ingegneria alla batteria (CD 1; CD 2: traccia 4)
- Bo Joe – assistenza ingegneria alla batteria (CD 1; CD 2: traccia 4)
- Neal Avron – missaggio (CD 1; CD 2: traccia 4)
- Nicholas Fournier – assistenza al missaggio (CD 1; CD 2: traccia 4)
- Vlado Meller – mastering
- Vahe Berberian – copertina
- Keith Aazami – grafica
- Greg Watermann – fotografia

## Classifica
| Classifica (2007)          | Posizione massima |
| -------------------------- | ----------------- |
| Australia                  | 19                |
| Austria                    | 5                 |
| Belgio (Fiandre)           | 64                |
| Belgio (Vallonia)          | 50                |
| Canada                     | 3                 |
| Finlandia                  | 12                |
| Francia                    | 23                |
| Germania                   | 10                |
| Italia                     | 43                |
| Nuova Zelanda              | 14                |
| Paesi Bassi                | 45                |
| Regno Unito                | 26                |
| Regno Unito (rock & metal) | 2                 |
| Stati Uniti                | 4                 |
| Stati Uniti (alternative)  | 1                 |
| Stati Uniti (rock)         | 2                 |
| Svezia                     | 36                |
| Svizzera                   | 11                |